# Handrij Zejler
Handrij Zejler, (en allemand : Andreas Zieler), né le 1er février 1804 à Salzenforst (en sorabe : Slona Boršć) un quartier de Bautzen (en sorabe : Budyšin) et mort le 15 octobre 1872 à Lohsa près de Hoyerswerda (en sorabe : Wojerecy), est un pasteur protestant, écrivain et poète allemand de langue sorabe.

## Biographie
Handrij Zejler étudie la théologie à Leipzig. Il est membre de la société des prédicateurs de Lusace où il prêche en langue sorabe.
Handrij Zejler est l'auteur de poèmes populaires patriotiques, sentimentaux et religieux, dont certains sont mis en musique et devinrent des chants folkloriques authentiques. Il est également l'auteur de l'hymne national sorabe Rjana Łužica, mis en musique par le compositeur sorabe Korla Awgust Kocor. Il a écrit des ballades, des satires, des fables. Il soutint le jeune poète de langue sorabe Jakub Bart-Ćišinski dans son travail littéraire.
Handrij Zejler a rédigé des ouvrages de linguistique, notamment une grammaire du sorabe Kurzgefaßte Grammatik der Sorben-Wendischen Sprache nach dem Budissiner Dialekte (grammaire abrégée de la langue sorabe d'après les dialectes sorabe-Wendes de Bautzen).
Handrij Zejler fut, avec le philologue Jan Arnošt Smoler, les fondateurs d'une société savante scientifique et culturelle sorabe, Macica Serbska.